# Øyvind Bolthof
Øyvind André Bolthof (Oslo, 30 marzo 1977) è un ex calciatore norvegese, di ruolo portiere.

## Carriera

### Club
Bolthof iniziò a giocare a calcio, a livello giovanile, con le maglie di Lyn Oslo, Bøler, Bækkelagets e Årvoll. Con quest'ultimo club, debuttò in prima squadra: in seguito fu però acquistato dal Vålerenga.
Debuttò nella Tippeligaen il 10 aprile 1999, nel pareggio casalingo per uno a uno contro il Bodø/Glimt. Con l'arrivo di Árni Gautur Arason nel 2004, diventò il secondo portiere del club e il suo spazio si assottigliò.
Il 5 gennaio 2010 ufficializzò il suo divorzio dal Vålerenga, dopo quasi quindici anni di militanza. Il 29 gennaio successivo, annunciò il ritiro dall'attività agonistica.

## Palmarès

### Giocatore

#### Club

##### Competizioni nazionali
- Coppa di Norvegia: 3

Vålerenga: 1997, 2002, 2008
- Campionato norvegese: 1

Vålerenga: 2005